# María Dueñas
María Dueñas Vinuesa (Puertollano, 1964) è una scrittrice spagnola.

## Biografia
Nata a Puertollano nel 1964, insegna Filologia e Letteratura inglese all'Università di Murcia.
Ha esordito nella narrativa nel 2009 con il romanzo La notte ha cambiato rumore che ha venduto più di un milione di copie, è stato tradotto in 25 lingue e ha fornito il soggetto per una serie televisiva nel 2013.
Specializzata nella novella storica, ha scritto al 2018 altri 3 romanzi, ottenendo il Premio Ciudad de Cartagena de Novela Histórica nel 2010 e il Premio de Cultura nel 2011.
Maggiore di otto fratelli, vive e lavora a Cartagena.

## Opere

### Romanzi
- 2009 - El tiempo entre costuras, La notte ha cambiato rumore, traduzione di Federica Niola,  Milano, Mondadori, 2010.  ISBN 978-88-04-60320-7.
- 2012 - Misión Olvido, Un amore più forte di me, traduzione di Federica Niola,  Milano, Mondadori, 2013. ISBN 978-88-04-62980-1.
- 2015 - La templanza, Un sorriso tra due silenzi, traduzione di Elena Rolla, Milano, Mondadori, 2015. ISBN 978-88-04-65831-3.
- 2018 - Las hijas del Capitán, Le figlie del capitano, traduzione di Elena Rolla,  Milano, Mondadori, 2019. ISBN 978-88-04-71158-2.
- 2021 - Sira, Il ritorno di Sira, traduzione di Eleonora Mogavero e Giuliana Carraro,  Milano, Mondadori, 2022. ISBN 978-88-04-74626-3.

## Televisione
- Il tempo del coraggio e dell'amore (El tiempo entre costuras) Serie Tv del 2013 (soggetto)
- La templanza Serie Tv del 2021 (soggetto)